# Druga mesenska vojna
Druga mesenska vojna je bila vojna, ki se je zgodila približno okoli 660–650 pred našim štetjem med starogrškima državama Mesenijo in Šparto, z lokalnim odporom, ki je verjetno trajal do konca stoletja. Vojna se je začela približno 40 let po koncu prve mesenske vojne z uporom sužnjev. Nekateri zgodovinarji celo trdijo, da se je vojna začela še nekoliko pred navedenim datumom, okoli leta 668 pr.n.št., ko so Špartanci doživeli poraz v prvi bitki pri Hiziji. Prav ta poraz naj bi povzročil vstajo sužnjev.                                                                                 